# Гумилевский, Илья Васильевич
Илья Васильевич Гумилевский (8 [20] июля 1881, Новониколаевская, Черкасский округ, область Войска Донского — 7 декабря 1963, Москва) — русский церковный деятель; священник Русской православной церкви.

## Биография
Родился 8 (20) июля 1881 года в станице Новониколаевская Черкасского округа Области Войска Донского в казачьей семье.
В 1897 году окончил Новочеркасское духовное училище, после чего поступил в Донскую духовную семинарию. В 1900 году перевёлся в Московскую духовную семинарию, которую окончил в 1903 году. В 1907 году окончил Московскую духовную академию со степенью кандидата богословия.
В ноябре 1907 года начал читать гомилетику и литургику в Московской духовной семинарии. В декабре 1907 года был рукоположен во диакона и священника Никольской церкви при семинарии. С августа 1912 года исполнял должность доцента Московской семинарии по кафедре литургики.
После защиты в сентябре 1913 года магистерской диссертации «Учение святого апостола Павла о душевном и духовном человеке» (Сергиев Посад: тип. Иванова, 1913) был утверждён доцентом Московской духовной академии, а в ноябре того же года — экстраординарным профессором по кафедре литургики.
В 1914—1922 годах был иереем храма Христа Спасителя — до захвата храма обновленцами.
В 1922—1928 годах — протоиерей храма Сошествия Св. Духа на Лазаревском кладбище, а затем церкви Св. Николая Явленного на Арбате и церкви Фрола и Лавра на Зацепе, где был 28 декабря 1928 года арестован по обвинению в контрреволюционной деятельности и приговорён к трём годам сибирской ссылки; освобождён 2 декабря 1931 года.
Вернувшись из ссылки, несколько лет жил на родине, затем в Москве — в Афанасьевском переулке (Большом или Малом?), пребывая в почти полном уединении. Имеется информация, что он не принял декларации митрополита Сергия. Своего отношения к Московской Патриархии он не изменил до своей кончины.
По некоторым данным принял монашество с именем Сергий, и был возведён в сан игумена.
Скончался в Москве 7 декабря 1963 года от диабета, осложнившегося гангреной ног. Похоронен на Востряковском кладбище.
Он является автором Акафиста святителю Ермогену. Были напечатаны его проповеди «Семя веры» (Сергиев Посад: тип. И. И. Иванова, 1913) и «Христианское богослужение во свете Христова учения» (Сергиев Посад: Н. М. Елов, 1915).